# Darío Coria
Darío Coria (17 de noviembre de 1982) es un exdeportista argentino que compitió en taekwondo. Ganó una medalla de bronce en los Juegos Panamericanos de 2003 en la categoría de –80 kg.

## Palmarés internacional
| Juegos Panamericanos | Juegos Panamericanos            | Juegos Panamericanos | Juegos Panamericanos |
| Año                  | Lugar                           | Medalla              | Categoría            |
| -------------------- | ------------------------------- | -------------------- | -------------------- |
| 2003                 | Santo Domingo (Rep. Dominicana) | Medalla de bronce    | –80 kg               |
| Juegos Suramericanos |                                 |                      |                      |
| Año                  | Lugar                           | Medalla              | Categoría            |
| 2006                 | Buenos Aires (Argentina)        | Medalla de bronce    | –78 kg               |